# Sideris Tasiadis
Sideris Tasiadis (n. 7 mai 1990, Augsburg, Germania) este un canoist ce a reprezentat Germania, medaliat olimpic. A participat la 4 ediții ale Jocurilor Olimpice (2012, 2016, 2020, 2024) în care a câștigat o medalie de argint.